# Canon PowerShot SX520 HS
Le Canon PowerShot SX520 HS est un appareil photographique bridge annoncé par Canon le 29 juillet 2014. L'appareil à superzoom possède un capteur de 16 mégapixels, un zoom optique x42 et peut filmer en Full HD 1080p. Il a remplacé le SX 510 HS sorti l'année précédente. La plage du zoom a été augmentée de 30x à 42x mais contrairement au SX510 HS il ne possède pas le WiFi.
L'appareil est équipé d'un système de stabilisation d'image optique, qui réduit les tremblements de l'appareil lors des prises de vue vidéo et photo et procure une très bonne stabilisation. Il enregistre des vidéos en Full HD 1080p, en son stéréo grâce à deux micros situés sur le dessus du boîtier.